# Pörböly
Pörböly è un comune dell'Ungheria centro-meridionale di 613 abitanti (dati 2005). È situato nella contea di Tolna.